# تحويل السيارة الكهربائية

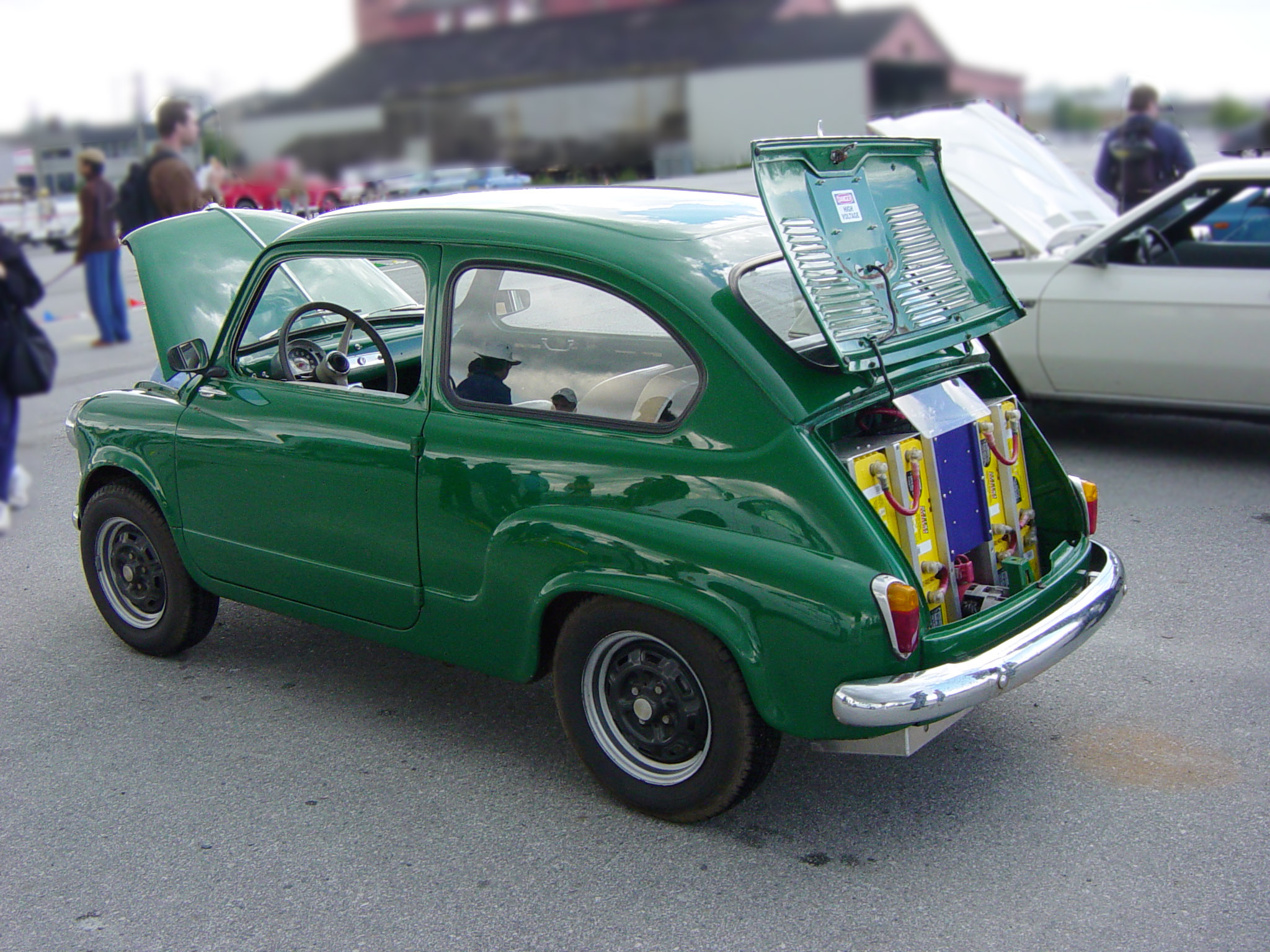
تستخدم سيارة فيات 600 بطاريات يمكن تركيبها في أي وضع.

في هندسة السيارات، تحويل السيارة الكهربائية هو استبدال محرك الاحتراق في السيارة والمكونات المتصلة بمحرك كهربائي وبطاريات، لإنشاء سيارة كهربائية تعمل بالبطارية (BEV).
هناك هدفان رئيسيان لتحويل مركبة ذات محرك احتراق داخلي (تُعرف أيضًا باسم مركبة الاحتراق) لتعمل كمركبة تعمل بالبطارية. الأول هو القضاء على انبعاثات عوادم المركبات الموجودة بالفعل على الطريق، حيث أن السيارات الكهربائية لا تنتج أي انبعاثات مباشرة.
والثاني هو الحد من الكم الهائل من النفايات التي تنشأ عندما تصل السيارات إلى نهاية دورة حياتها - حيث يتم عادة التخلص من السيارات القديمة أو تلك التي تم شطبها بعد وقوع حادث مروري. وهذا يخلق كمية كبيرة من النفايات المعدنية والبلاستيكية والنسيجية، ويستخدم كمية كبيرة من الطاقة لإعادة تدوير الأجزاء المهملة إلى مواد مفيدة.
يعد السعر حافزًا رئيسيًا آخر لسوق تحويل السيارات الكهربائية المتنامي. انخفضت تكلفة بطاريات ومحركات السيارات الكهربائية في السنوات الأخيرة، وتعتمد تكلفة التحويل على العديد من العوامل، بما في ذلك المدى والبطاريات المستخدمة للتحويل. ليست كل شركات التحويل متساوية.

## عناصر التحويل
- يمكن تحويل أي مركبة تقريبًا إلى سيارة كهربائية. يُفضل العديد من الأشخاص اختيار سيارة خفيفة الوزن وذات ديناميكية هوائية من أجل زيادة المسافة المقطوعة لكل شحنة بطارية. يجب أيضًا أن يكون هناك مساحة كافية وسعة تحميل للبطاريات.
- إذا كنت تريد الحصول على سيارة للتحويل، فاختر سيارة ذات هيكل سليم (ما لم تكن تقوم أيضًا بصيانة الهيكل).
- حزمة البطارية التي توفر مصدرًا للطاقة الكهربائية. البطاريات الأكثر شيوعًا وبأسعار معقولة هي البطاريات المغمورة بحمض الرصاص. التالي هي بطاريات الرصاص ذات الصمام المنظم محكمة الغلق ولا تحتاج إلى صيانة، وهي أقوى قليلاً وأكثر تكلفة. ثم هناك البطاريات الأكثر غرابة مثل بطارية النيكل وهيدريد فلز وبطارية أيونات الليثيوم ؛ يصعب العثور عليها ولكنها خفيفة وتدوم لفترة أطول، ولا تحتاج إلى صيانة، وأكثر تكلفة بكثير. تظهر بطاريات الليثيوم الجديدة بعض الأمل للمركبات الكهربائية في المستقبل القريب.
- الشاحن الذي يعيد الطاقة إلى البطاريات (والتي يمكن تركيبها داخل السيارة أو في محطة شحن خاصة في موقع ثابت)
- وحدة التحكم في الطاقة، والتي تنظم تدفق الطاقة بين البطارية والمحرك ( المحركات) الكهربائية، ويتم التحكم فيها عن طريق دواسة الوقود الإلكترونية.
- محرك كهربائي واحد أو أكثر وربطها الميكانيكي بمجموعة الحركة.
- موصلات الطاقة التي تربط البطارية ووحدة التحكم والمحرك (المحركات).
- المعدات الملحقة لتشغيل المعدات المساعدة مثل فرامل الطاقة ونظام التدفئة.
- دوائر التحكم والمعدات للسماح بالتحكم والتشابك بين المكونات المختلفة.
- الأجهزة الخاصة بتشغيل وصيانة التحويل.

## صناعة تحويل السيارات الكهربائية
لقد تحول تحويل السيارات الكهربائية من إجراء يقتصر على الهواة والمتحمسين إلى صناعة سريعة النمو.   كانت شركة US Electricar واحدة من أولى شركات تحويل السيارات الكهربائية التجارية، والتي تأسست في السبعينيات لبيع الإصدارات المحولة من السيارات التقليدية في الولايات المتحدة باستخدام أنظمة تخزين بطاريات الرصاص الحمضية. :247–250كانت Solectria محولًا مبكرًا ملحوظًا آخر، حيث قدمت القوة، والتي تم تجهيزها ببطاريات الرصاص الحمضية جنبًا إلى جنب مع المتغيرات المتميزة ذات المدى الأطول باستخدام بطاريات هيدريد معدن النيكل.:70
بفضل أزمة المناخ، تعالج عمليات تحويل السيارات الكهربائية النقص في توفر المركبات الكهربائية الجديدة وتوفر أيضًا طريقًا ميسور التكلفة للكثيرين، حيث تظل السيارات الكهربائية الجديدة أكثر تكلفة من نظيراتها التي تعمل بمحركات الاحتراق الداخلي. وقد أدى ذلك أيضًا إلى ابتعاد صناعة تحويل السيارات الكهربائية عن تحويل السيارات الكلاسيكية والراقية فقط.  
اعتبارًا من أوائل عام 2021، أصبح من الممكن الآن تحويل سيارة تعمل بالبنزين أو الديزل أو الهجين لتعمل كسيارة كهربائية تعمل بالبطارية مقابل حوالي 8300 دولار. 
لقد عملت الصناعة بشكل وثيق مع الهيئات التنظيمية في عدد من البلدان لوضع بروتوكولات السلامة ولضمان إجراء اختبارات فحص المركبات السنوية على التحويلات الكهربائية بنفس الطريقة التي يتم بها إجراء أي مركبة كهربائية أخرى. 
إن أكبر عائق أمام النجاح الواسع النطاق لصناعة تحويل السيارات الكهربائية هو توفر البطاريات والمحركات، حيث أن شركات تصنيع السيارات ليست حريصة على بيع التكنولوجيا الخاصة بها لهذا الغرض. ومع ذلك، فقد نما مجتمع مفتوح المصدر جنبًا إلى جنب مع صناعة تحويل المركبات الكهربائية لتمكين البطاريات والمحركات من مختلف الشركات المصنعة من العمل في انسجام تام من أجل خفض التكاليف والتغلب على مشكلات التوفر. 
لتلبية الطلب المتزايد على الميكانيكيين المدربين الذين يمكنهم إجراء تحويلات للسيارات الكهربائية، قامت منظمات مثل New Electric Ireland بتطوير برامج تدريبية لتعليم الميكانيكيين والهواة كيفية إجراء التحويلات.  
منذ عام 2020، سمحت اللوائح الفرنسية بالتحويل الكهربائي (التحديثي) للسيارة. لكي يتم تحويلها إلى سيارة كهربائية، يجب أن تكون مركبة الاحتراق صالحة للسير ومسجلة في فرنسا وعمرها يزيد عن 5 سنوات.  

## تحويلات الهواة
غالبًا ما يقوم الهواة ببناء سياراتهم الكهربائية الخاصة عن طريق تحويل سيارات الإنتاج الحالية لتعمل بالكهرباء فقط. هناك صناعة منزلية تدعم تحويل وبناء المركبات الكهربائية بالبطارية بواسطة الهواة.  وتقوم جامعات مثل جامعة كاليفورنيا في إيرفاين ببناء سياراتها الكهربائية أو الكهربائية الهجينة من الصفر.
يمكن للسيارات الكهربائية ذات البطاريات قصيرة المدى أن توفر للهواة الراحة والفائدة والسرعة، مع التضحية بالمدى فقط. يمكن تصنيع المركبات الكهربائية قصيرة المدى باستخدام بطاريات الرصاص الحمضية عالية الأداء، باستخدام حوالي نصف الكتلة اللازمة لمسافة 100-130 كم نطاق. والنتيجة هي سيارة مع حوالي 50 كم نطاق، والتي، عند تصميمها مع توزيع مناسب للوزن (40/60 من الأمام إلى الخلف)، لا تتطلب توجيهًا معززًا، وتوفر تسارعًا استثنائيًا في الطرف الأدنى من نطاق التشغيل، كما أنها قادرة على السير على الطريق السريع وقانوني. لكن سياراتهم الكهربائية غالية الثمن بسبب ارتفاع تكلفة هذه البطاريات ذات الأداء العالي. من خلال تضمين ناقل الحركة اليدوي  يمكن للمركبات الكهربائية قصيرة المدى الحصول على أداء أفضل وكفاءة أكبر من المركبات الكهربائية ذات السرعة الواحدة التي طورتها الشركات المصنعة الكبرى. على عكس عربات الجولف المحولة المستخدمة في السيارات الكهربائية المجاورة، يمكن تشغيل المركبات الكهربائية قصيرة المدى على الطرق السريعة النموذجية في الضواحي (حيث 60-80 كم/س تعد حدود السرعة نموذجية) ويمكنها مواكبة حركة المرور النموذجية على مثل هذه الطرق وأجزاء الدخول والخروج القصيرة "المسارات البطيئة" من الطرق السريعة الشائعة في مناطق الضواحي.
وفي مواجهة النقص المزمن في الوقود في قطاع غزة، ابتكر المهندس الكهربائي الفلسطيني وسيم عثمان الخزندار عام 2008 طريقة لتحويل سيارته لتعمل بـ 32 بطارية كهربائية. ووفقاً للخزندار، يمكن شحن البطاريات بما قيمته 2 دولار من الكهرباء للقيادة من 180-240 كم. وبعد شحن لمدة سبع ساعات، ينبغي أن تكون السيارة أيضًا قادرة على السير بسرعة تصل إلى 100 كم/س.  
في عام 2008، بدأت العديد من الشركات المصنعة الصينية في تسويق بطارية فوسفات الحديد والليثيوم مباشرة للهواة ومحلات تحويل المركبات. قدمت هذه البطاريات نسب طاقة إلى وزن أفضل بكثير مما يسمح لتحويلات المركبات بتحقيق 120-240 كم عادةً لكل شحنة. وانخفضت الأسعار تدريجيًا إلى حوالي 350 دولار للكيلووات في الساعة بحلول منتصف عام 2009. تتميز بطارية فوسفات الحديد والليثيوم بخلايا بتصنيفات عمر تصل إلى 3000 دورة، مقارنة بتصنيفات بطاريات حمض الرصاص النموذجية التي تبلغ 300 دورة، وهو متوسط العمر المتوقع لـ بطارية فوسفات الحديد والليثيوم خلايا حوالي 10 سنين. تتطلب خلايا بطارية فوسفات الحديد أنظمة إدارة وشحن للبطارية أكثر تكلفة من بطاريات الرصاص الحمضية[بحاجة لمصدر]

## الطاقة الشمسية
يمكن استخدام الخلايا الشمسية الموجودة على متن السيارة لتشغيل السيارة الكهربائية.إن الطاقة الصغيرة التي تولدها الخلايا الشمسية المثبتة على السيارة تعني أن المكونات الأخرى في النظام يجب أن تكون خاصة للتعويض عن ذلك.

## عملية التحويل
تبدأ عملية التحويل باختيار السيارة المانحة التي يمكن تشغيلها بالوقود (البنزين أو الديزل أو الهجين). تتم بعد ذلك إزالة المحرك وخزان الوقود وعلبة التروس واستبدالها بمحرك كهربائي وبطاريات وعاكس.   
إذا كانت السيارة المانحة هجينة، فيمكن الاحتفاظ بعمود التدوير أيضًا، لأنه تم تصميمه بالفعل للعمل مع بطاريات السيارات الكهربائية وأنظمة توصيل الطاقة. من الشائع أن يتم إعادة تدوير البطاريات المستخدمة في تحويلات السيارات الكهربائية من السيارات الكهربائية الجديدة التي تعرضت لحادث مروري.    في أوروبا، يجب الاحتفاظ بالوزن الفارغ للسيارة المانحة بمجرد تحويلها.
بمجرد تحويل السيارة، ستحتاج إلى تقييمها من قبل مهندس سلامة المركبات قبل استخدامها على الطريق.
في بعض البلدان، يمكن للمستخدم اختيار شراء سيارة محولة من أي طراز من وكلاء شركات تصنيع السيارات فقط عن طريق دفع تكلفة البطاريات والمحرك، دون أي تكاليف تركيب (يسمى هذا التحويل المسبق أو التحويل السابق). 

## صناعة
نمت صناعة تحويل المركبات الكهربائية لتشمل مرائب تحويل السيارات،  مجموعات ما بعد البيع  ومكونات المركبات.   تركز بعض الشركات بشكل خاص على سيارات كلاسيكية معينة (مثل فولكس فاغن بيتل، رولز رويس،جاغوار، سيتروين إتش فان، إلخ.)  
تم تسليط الضوء على عمل هذه الشركات من خلال المنشورات بما في ذلك مجلة أوتو كار،  مشحون بالكامل،  IrishEVs  وAuto Express  حيث انخفضت الأسعار وزاد الطلب على التحويلات بأسعار معقولة إلى جانب الخيارات المتطورة.

## أنواع المركبات

### دراجة كهربائية
الدراجة الكهربائية هي دراجة تقليدية مزودة بمحرك كهربائي. في أغلب الأحيان يتم تشغيل الدراجات الكهربائية أو الدراجات الإلكترونية بواسطة بطاريات قابلة لإعادة الشحن، ولكن بعض الدراجات الكهربائية التجريبية تعمل مباشرة على بطارياتها أو تعيد شحنها عبر الألواح الشمسية أو خلايا الوقود أو مولدات الغاز أو مصادر الطاقة البديلة الأخرى.قد يؤثر استخدام المولد الموجود على متن الدراجة على التعريف القضائي القانوني للدراجة الكهربائية. هناك أنواع قليلة من الدراجات الكهربائية قادرة على إعادة التقاط كمية صغيرة من الطاقة من الكبح ويمكنها إعادة شحن البطاريات أثناء الكبح أو السير على التلال (الكبح المتجدد).
تتميز بعض الدراجات الكهربائية بميزات حيث يمكن للمحرك تحريك الدراجة بنفسه (البدء الفوري) إذا اختار الراكب عدم استخدام الدواسة باستخدام زر أو وحدة تحكم في الخانق، بينما يطلب البعض الآخر من الراكب استخدام الدواسة في جميع الأوقات (مساعدة الدواسة). قد يسمح هذا النوع الأخير في بعض الولايات القضائية باستخدام السيارة في مسارات الدراجات التي تحظر المركبات الآلية من أي نوع (انظر الدراجة الآلية).
تتوفر العديد من تقنيات البطاريات لتشغيل الدراجات الكهربائية. تقنية البطاريات الأكثر شيوعًا والأقل تكلفة هي حمض الرصاص المختوم، لكن بطارية فوسفات الحديد والليثيوم سرعان ما أصبحت البطارية المفضلة للدراجة الإلكترونية.
يعد تحويل الدراجة إلى دراجة كهربائية باستخدام مجموعة أدوات التحويل حلاً سهلاً وبأسعار معقولة لمعظم الأشخاص المهتمين بمعرفة المزيد عن تحويل المركبات الكهربائية.